# Teigschaber

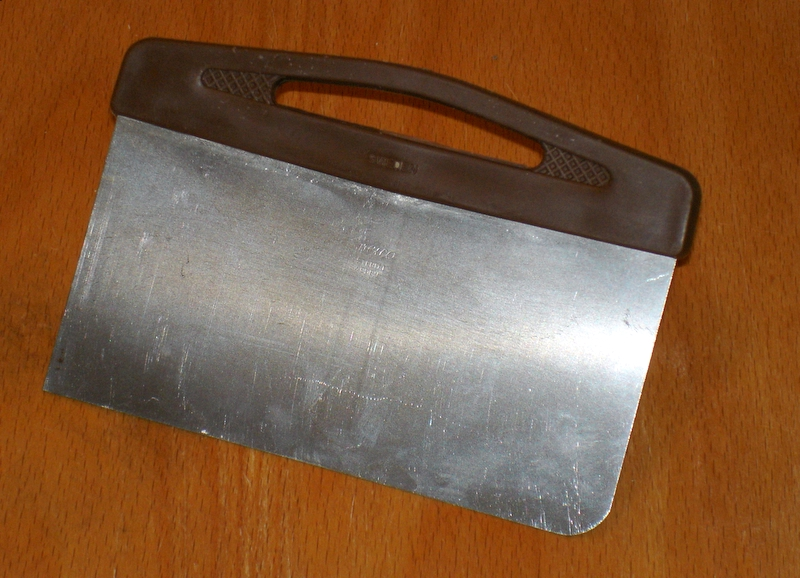
Teigschaber aus rostfreiem Stahl mit Plastikhandgriff

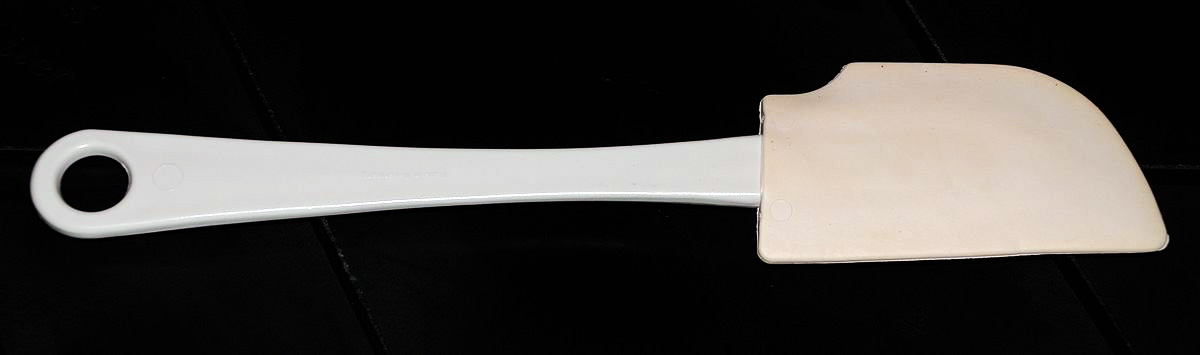
Teigspatel aus Kunststoff mit langem Handgriff

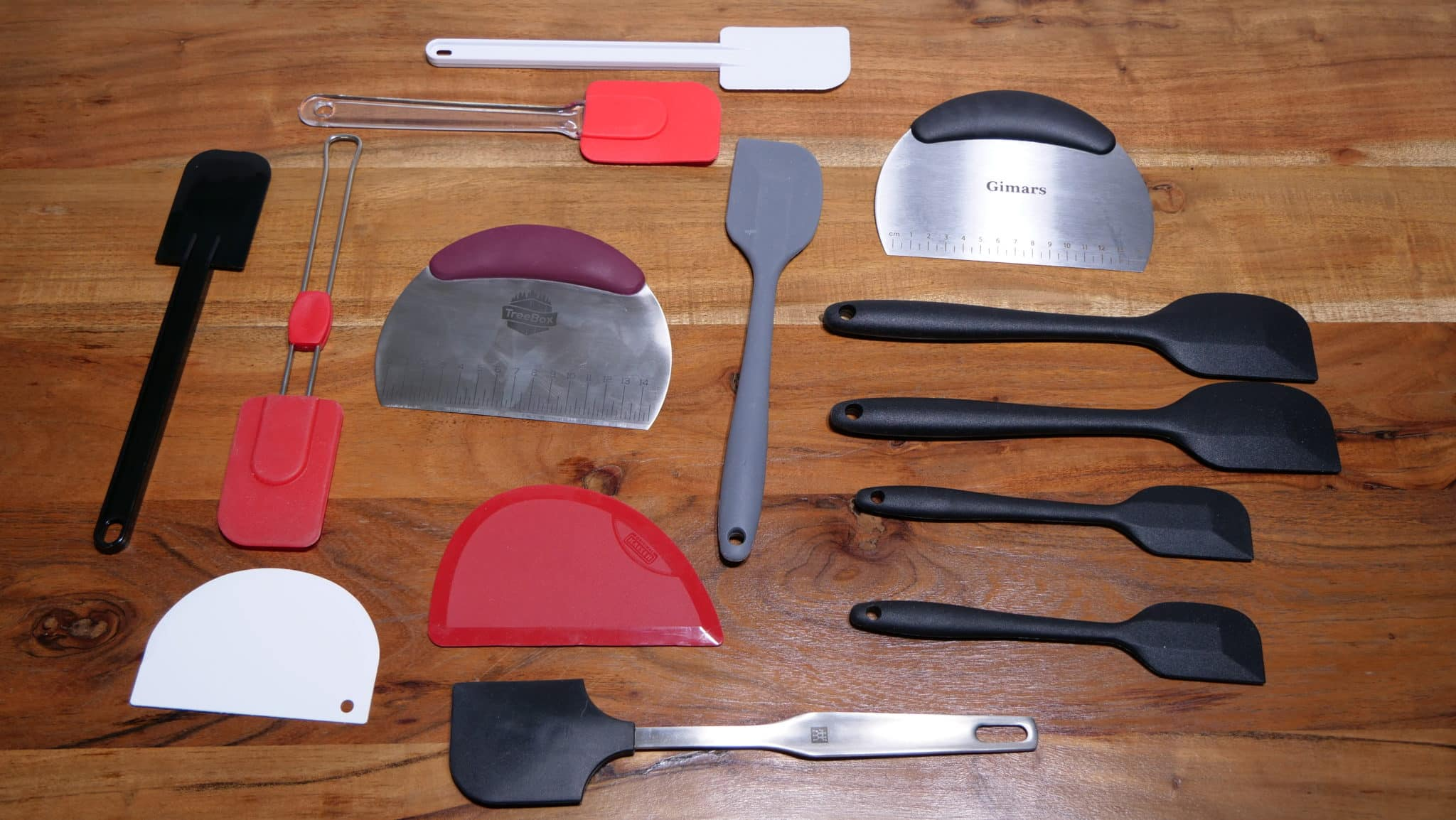
Teigschaber-Übersicht

Ein Teigschaber ist ein Küchenwerkzeug zum Verteilen von Teigen, Cremes, Pasten und anderen zähflüssigen Produkten. Meist wird er dazu eingesetzt, Massen gleichmäßig auf Torten oder Kuchen glatt zu streichen, beispielsweise zum Verteilen und Glattstreichen von Schokolade, Gelatine oder Sahne. Auch für ein restloses Entleeren von Rührkesseln und sauberes Auskratzen von Teigknetern ist er geeignet.

## Teigschaber mit Stiel
Teigschaber mit Stiel nennt man auch Teigspatel, mit einem Aufsatz aus Gummi oder weichem Kunststoff auch Gummischaber. Teigspatel bestehen aus einer biegsamen, rechteckigen Platte, meist aus Gummi oder Silikon, mit einem Stiel aus Plastik, Holz oder Edelstahl. Silikon-Teigspatel sind wegen ihrer Hitzebeständigkeit auch für heiße Massen wie Karamell geeignet.

## Teigschaber ohne Stiel
Teigschaber ohne Stiel nennt man auch Teigkarte, Backhorn, Hörnchen (beide Bezeichnungen im Backhandwerk) oder Schlesinger (im Fleischereihandwerk, nach dem Schlesinger-Knochen, dem Schulterblattfortsatz des Kalbes. Dieser Knochen wurde in früheren Zeiten als Teigschaber verwendet).
Ein Teigschaber besteht aus einer flachen, halbrunden oder rechteckigen Platte mit zwei abgerundeten Ecken. Als Material sind Kunststoff und rostfreier Stahl verbreitet. Metallene Teigschaber sind meist mit einem Handgriff aus Plastik oder Holz ausgestattet.